# Álex Mula
Alejandro Miguel Mula Sánchez (Barcelona, 23 de julio de 1996), conocido como Álex Mula, es un futbolista español que juega en la demarcación de extremo para la S. D. Ponferradina de la Primera Federación.

## Biografía
Mula se unió a la disciplina del Málaga C. F. en 2011 tras formar parte del R. C. D. Espanyol. Hizo su debut con el equipo reserva el 30 de marzo de 2013 a los 17 años, contra la U. D. San Pedro en un partido que finalizó con un resultado de 1-2 a favor del club sampedreño.
Mula marcó su primer gol como sénior el 7 de septiembre de 2014, llegando a anotar un hat trick en una victoria por 7–0 contra el C. D. Español del Alquián. Posteriormente empezó a formar parte del equipo titular en las temporadas siguientes anotando once goles en la temporada 2016–17.
Tras hacer la pretemporada de 2017 con el primer equipo, finalmente Mula ascendió al Málaga C. F. en primera división gracias a Míchel González. Hizo su debut con el equipo el 26 de agosto del mismo año contra el Girona F. C., en un partido que finalizó por 0–1 a favor del Girona.
El 8 de enero de 2020 la A. D. Alcorcón oficializó su llegada hasta final de temporada como cedido. El 23 de agosto de ese mismo año se marchó definitivamente del Málaga C. F. y firmó por cuatro temporadas con el C. F. Fuenlabrada, que el 2 de febrero de 2022 le permitió volver a la A. D. Alcorcón como cedido para lo que quedaba de campaña.
El 15 de diciembre de 2022, tras llevar sin equipo desde el final de la anterior temporada, firmó por el Wisła Cracovia hasta junio de 2023. Una vez expiró su contrato se marchó a Grecia para jugar en el Lamia F. C., equipo con el que compitió la primera mitad de la campaña 2023-24 antes de regresar a España en enero después de fichar por el Gimnàstic de Tarragona.

## Clubes
Actualizado al último partido jugado el 5 de enero de 2025.
| Club                    | País    | Año       | Partidos | Goles |
| ----------------------- | ------- | --------- | -------- | ----- |
| Club Atlético Malagueño | España  | 2013-2017 | 108      | 24    |
| Málaga C. F.            | España  | 2017-2018 | 13       | 0     |
| C. D. Tenerife (cedido) | España  | 2018      | 16       | 4     |
| Málaga C. F.            | España  | 2018-2020 | 11       | 0     |
| A. D. Alcorcón (cedido) | España  | 2020      | 15       | 2     |
| C. F. Fuenlabrada       | España  | 2020-2022 | 60       | 4     |
| A. D. Alcorcón (cedido) | España  | 2022      | 15       | 0     |
| Wisła Cracovia          | Polonia | 2023      | 12       | 2     |
| Lamia F. C.             | Grecia  | 2023-2024 | 5        | 0     |
| Gimnàstic de Tarragona  | España  | 2024      | 18       | 0     |
| S. D. Ponferradina      | España  | 2024-     | 19       | 0     |